# Marielle Thompson
Marielle Thompson (North Vancouver, 15 de junio de 1992) es una deportista canadiense que compite en esquí acrobático, especialista en la prueba de campo a través.
Participó en tres Juegos Olímpicos de Invierno, entre los años 2014 y 2022, obteniendo dos medallas, oro en Sochi 2014 y plata en Pekín 2022.
Ganó tres medallas en el Campeonato Mundial de Esquí Acrobático entre los años 2013 y 2023. Adicionalmente, consiguió una medalla de plata en los X Games de Invierno.

## Medallero internacional
| Juegos Olímpicos   | Juegos Olímpicos           | Juegos Olímpicos | Juegos Olímpicos          |
| Año                | Lugar                      | Medalla          | Prueba                    |
| ------------------ | -------------------------- | ---------------- | ------------------------- |
| 2014               | Sochi (Rusia)              | Medalla de oro   | Campo a través            |
| 2022               | Pekín (China)              | Medalla de plata | Campo a través            |
| Campeonato Mundial |                            |                  |                           |
| Año                | Lugar                      | Medalla          | Prueba                    |
| 2013               | Oslo/Voss (Noruega)        | Medalla de plata | Campo a través            |
| 2019               | Park City (Estados Unidos) | Medalla de oro   | Campo a través            |
| 2023               | Bakuriani (Georgia)        | Medalla de plata | Campo a través por equipo |

| X Games de Invierno | X Games de Invierno    | X Games de Invierno | X Games de Invierno |
| Año                 | Lugar                  | Medalla             | Prueba              |
| ------------------- | ---------------------- | ------------------- | ------------------- |
| 2016                | Aspen (Estados Unidos) | Medalla de plata    | Campo a través      |